# Sonic R
Sonic R ist ein Rennspiel, das von Sonic Team und Traveller’s Tales entwickelt und von Sega erstmals in Nordamerika am 18. November 1997 für das Sega Saturn veröffentlicht wurde. Dabei steuert man laufende Charaktere wie ein Fahrzeug über die Rennstrecken.

## Handlung
Der böse Wissenschaftler Dr. Robotnik hat zu einem Rennen der schnellsten Läufer aufgerufen. Sonic und Tails entdecken ein Werbeplakat, doch Sonic ist erst interessiert, als er liest, dass Dr. Robotnik ebenfalls teilnimmt. Die beiden ahnen nicht, dass Dr. Robotnik der Ausrichter ist und plant, Sonic auszuschalten und ihm die Chaos Emeralds abzunehmen. Ebenfalls nimmt Knuckles teil, da er Sonic in nichts nachstehen will, ähnlich wie Amy, die ihrem Schwarm Sonic imponieren möchte.

## Gameplay
In Sonic R übernimmt der Spieler zu Beginn des Spiels wahlweise die Kontrolle über den blauen Igel Sonic, den zweischwänzigen Fuchs Tails, den letzten Echidna Knuckles oder die Igeldame Amy Rose. Es finden Rennen statt, in denen fünf Charaktere gegeneinander über die Rennstrecke laufen. Die insgesamt fünf Rennstrecken verfügen über Loopings, Abkürzungen und alternative Wege, zudem findet Wetterwechsel statt, sodass es beispielsweise regnen kann. Die über die Rennstrecken verteilten Ringe können gesammelt werden, damit sich Türen auf der Strecke öffnen, die Chaos Emeralds verstecken, welche wiederum die weiteren Charaktere Dr. Robotnik, Metal Sonic, Egg Robo, Tails Doll, Metal Knuckles und Super Sonic freischalten.
Das Spiel besteht aus fünf Rennstrecken (Resort Island, Radical City, Regal Ruin, Reactive Factory und Radiant Emerald). Jede Strecke hat dabei ihre eigene Thematik und eigenes Aussehen. Neben dem Grand-Prix-Modus kann man im Time-Attack-Modus alleine oder mit Computergegnern über die Strecken rennen, um seine Bestzeiten zu verbessern, und unter Competitive können zwei Spieler gegeneinander antreten (auf der GameCube-Version der Sonic Gems Collection sind bis zu vier Spieler möglich).

## Entwicklung
Nach der Fertigstellung von Sonic 3D: Flickies’ Island begannen die Planungen eines Sonic-Rennspiels für das Sega Saturn, an dem das Sonic Team und Traveller’s Tales weiter zusammen arbeiteten, letztere aber um mehr Freiheit zur Entfaltung baten. Die Entwicklung begann im Februar 1997 und Traveller’s Tales nutzten eine frühe Version eines von ihnen entworfenen Formel-1-Rennspiels und bauten es zum Sonic-Franchise um, welches zunächst den Entwicklungstitel Sonic Tourist Trophy oder kurz Sonic TT trug. Öffentlich verriet Sega, dass Phase Two of Project Sonic (nach Sonic Jam als erste Phase) in Entwicklung sei.
Das Sonic Team kümmerte sich um das Streckendesign, während Traveller’s Tales das Spiel programmierte. Beim Sonic Team kam es zum Streit zwischen den Produzenten Yūji Naka und Kats Sato, woraufhin Sato abreiste und der Name aus den Credits entfernt wurde. Auch soll der geringe Umfang von nur fünf Rennstrecken ein Resultat des straffen Terminplans und technischer Probleme gewesen sein. Eine frühe Version des Spiels, inzwischen unter dem Namen Sonic R, wurde auf der Electronic Entertainment Expo 1997 vorgestellt. Dort wurde der erste Song des Spiels Super Sonic Racing auch erstmals vorgestellt. Wie die folgenden Songs des Spiels wurde er von der Sängerin Teresa Jane Davis gesungen.

## Neuveröffentlichungen und Nachfolger
Sonic R erschien erstmals 1997 für das Sega Saturn und wurde 1998 für den PC umgesetzt. Im Sonic Action Pack, welches im Jahre 2000 exklusiv in Nordamerika erschien, ist Sonic R eines der drei enthaltenen PC-Spiele. Auch beim Sonic Action 4 Pack, welches im Jahre 2001 ebenfalls exklusiv in Nordamerika veröffentlicht wurde, ist es eines der vier enthaltenen PC-Spiele. Zudem war Sonic R auf der Sonic Gems Collection (2005 Nintendo GameCube, PlayStation 2) enthalten.
Direkte Nachfolger hat der Titel nicht, vor allem da bei zukünftigen Sonic-Rennspielen wie Sonic & Sega All-Stars Racing (2010) die Charaktere Fahrzeuge nutzen, statt zu laufen. Songs von Sonic R waren in Super Smash Bros. Brawl (2008), Sonic & Sega All-Stars Racing (2010), Sonic Generations (2011), Sonic & All-Stars Racing Transformed (2012), Super Smash Bros. Ultimate (2018) und Team Sonic Racing (2019) erneut enthalten. Am 7. November 2019 veröffentlichte Sega auf dem Sonic-the-Hedgehog-YouTube-Kanal einen neu aufgenommenen Remix des Sonic R-Songs „Can You Feel the Sunshine“ von Tee and Mariana Lopes sowie Jun Senoue und der originalen Sängerin Teresa Jane Davis.

## Rezeption
Sonic R erhielt gemischte Wertungen. Die stabile Framerate, Grafik, Sound und Streckendesign wurden positiv wahrgenommen, während der Umfang, die Steuerung und das Gameplay kritisiert wurden.

„Sonic R scheint auf den ersten Blick eine willkommene Abwechlsung im Rennspielbereich zu sein. Präsentiert werden witzig animierte Polygon-Figuren, die sich in wunderschönen 3D-Umgebungen superflink fortbewegen. Der optische Aufwand hat wiederum seinen Preis: Die Kameraführung ist insgesamt etwas zu unübersichtlich ausgefallen, und das daraus resultierende Polygon-Clipping treibt einen regelrecht in den Wahnsinn. Auch das Lenkverhalten läßt keine große Freude aufkommen: Gleich nach den ersten Runden mußte ich feststellen, daß die Steuerung von Sonic R mehr als gewöhnungsbedürftig ist. Habt Ihr diese Hürde erst einmal genommen, läßt sich damit ganz gut leben. Trotzdem: Weder spielerisch noch technisch kann Sonic R überzeugen. Das Streckendesign ist wirr und teilweise recht ungeschickt ausgedacht. Das Spielprinzip wirkt recht dahingeschludert. Überraschungen, originelle Einfälle oder ungewöhnliche Situationen kommen leider recht selten zum Zug. Unterm Strich bleibt ein optisch aufwendiges Sonic-Rennspiel mit kleinen Geschicklichkeitsaufgaben übrig, das durch seinen chaotischen Spielablauf keine Langzeitmotivations-Garantie bietet. Auch der Zwei-Spieler-Modus in altbewährter Split-Screen-Darstellung rettet das Spiel nicht über die „Gut“-Hürde.“

„Der ursprünglich angedachte Vier-Spieler-Modus hätte für zusätzlichen Spaß im größeren Freundeskreis gesorgt. Die Mischung aus Jump&Run und Rennspiel ist aber auch so einfach genial, wobei mir persönlich die Möglichkeit, die eigenen Glanzleistungen zu verewigen, und ein insgesamt einfacher steuerbarer Bewegungsablauf etwas fehlt.“

Die Sega Saturn-Version verkaufte sich weltweit insgesamt 80.000 Mal.